# Michal Doležal (fotograf)
Michal Doležal (* 26. září 1954 Praha) je český fotoreportér ČTK. Jako fotograf se zúčastnil desíti MS světa v hokeji i olympijských her. Fotil MS a ME ve fotbale, vrcholná setkání předních světových politiků a ekonomů. Získal ocenění soutěže Czech Press Photo a v oboru fotoreportáže vykonává lektorskou činnost.

## Fotografická činnost
Vzdělání získal na pražském gymnáziu v Botičské ulici, kde v roce 1973 maturoval a dále pokračoval nástavbou na střední zdravotnické škole v oboru oční optika, kterou dokončil v roce 1975. Následně od září 1975 absolvoval dvouletou základní vojenskou službu jako zdravotník. Poté nastoupil do České televize jako pracovník přenosového vozu. Zde pracoval dva roky. Následně odešel do centrálních laboratoří výrobního družstva fotografia v Praze-Podolí. Zde byl nejdříve laborantem a poté fotografickým chemikem v technologii. Při tomto zaměstnání získal výuční list jako fotograf podle tehdejších předpisů. Paralelně začal pracovat v Archivu hlavního města Prahy, pro který fotografoval a zabýval se technickými záležitostmi v oblasti fotografické archivace. Od 4. září 1986 přešel do České tiskové kanceláře. Původně se specializoval na sportovní záběry, po roce 1989 rozšířil svou fotografickou činnost i na další důležité oblasti společenského a veřejného života. Po sametové revoluci v roce 1990 doprovázel prezidenta Václava Havla do Moskvy na setkání s Michailem Gorbačovem. V dalších letech nafotil velkou řadu významných světových osobností. Při stáži v Anglii v roce 1992 se seznámil s tehdy nejnovějšími způsoby přenosu fotografického obrazu, díky čemuž se pak mohl úspěšně podílet na jejich zavádění v České tiskové kanceláři. Fotil významné sportovní události na nichž se účastnili čeští sportovci, jako jsou mistrovství světa a mistrovství Evropy ve fotbalu, mistrovství světa v hokeji a olympijské hry v Aténách v roce 2004. Od roku 2014 vede kursy základů fotožurnalistiky v rámci akademie ČTK.

## Osobní život
Je synem litografa Jiřího Doležala a Naděždy Witte. Poprvé se oženil v roce 1980 s Irenou Čeňkovou a v tomto manželství se jim narodili dva synové: Ondřej (* 1980) a Tomáš (* 1982). Manželství trvalo 18 let. Podruhé se oženil v roce 2001 s výtvarnicí Markétou Přibylovou.

## Výstavy fotografií
- 1999 Společná výstava s Markétou Přibylovou, zámecká konírna, Zámek Jemniště
- 31. října 2000 Setkání, malá galerie Chodovská tvrz
- 25. července 2009 Ve třech – společně s Irenou Veselou Rendlovou a Markétou Přibylovou, Zámek Žirovnice
- 2004 Samostatná výstava, Faustův dům, Praha
- 2004-2005 Společná výstava – Czech Press Photo 2004, Staroměstská radnice, Praha